# Gadi Kinda
Gadi Kinda (Addisz-Abeba, 1994. március 23. – 2025. május 20.) izraeli válogatott labdarúgó, a Makkabi Haifa középpályása.

## Pályafutása

### Klubcsapatokban
Kinda az etiópiai Addisz-Abeba városában született. Az ifjúsági pályafutását az Asdód akadémiájánál kezdte.
2011-ben mutatkozott be az Asdód felnőtt keretében. 2019-ben az első osztályban szereplő Bétár Jerusálajimhez igazolt. A 2020-as szezonban az észak-amerikai első osztályban érdekelt Sporting Kansas City csapatát erősítette kölcsönben. A lehetőséggel élve, 2021. január 1-jén négyéves szerződést kötött a Sporting Kansas City együttesével. Először 2021. április 18-án, a New York Red Bulls ellen idegenben 2–1-re megnyert mérkőzésen lépett pályára és egyben megszerezte első gólját is a klub színeiben. 2024 januárjában a Makkabi Haifa szerződtette.

### A válogatottban
Kinda az U18-as, az U19-es és az U20-as korosztályú válogatottakban is képviselte Izraelt.
2021-ben debütált a felnőtt válogatottban. Először 2021. június 5-én, Montenegró ellen 3–1-es győzelemmel zárult barátságos mérkőzés 73. percében, Manor Szolomont váltva lépett pályára és egyben megszerezte első válogatott gólját is.

## Statisztikák
2023. június 25. szerint
| Klub                 | Szezon   | Osztály  | Bajnokság | Bajnokság | Kupa  | Kupa | Nemzetközi | Nemzetközi | Összesen | Összesen |
| Klub                 | Szezon   | Osztály  | Meccs     | Gól       | Meccs | Gól  | Meccs      | Gól        | Meccs    | Gól      |
| -------------------- | -------- | -------- | --------- | --------- | ----- | ---- | ---------- | ---------- | -------- | -------- |
| Sporting Kansas City | 2020     | MLS      | 22        | 6         | 0     | 0    | —          | —          | 22       | 6        |
| Sporting Kansas City | 2021     | MLS      | 28        | 5         | 0     | 0    | 1          | 0          | 29       | 5        |
| Sporting Kansas City | 2023     | MLS      | 10        | 2         | 2     | 0    | —          | —          | 12       | 2        |
| Összesen             | Összesen | Összesen | 60        | 13        | 2     | 0    | 1          | 0          | 63       | 13       |

### A válogatottban
| Válogatott | Év       | Pályára lépés | Gól |
| ---------- | -------- | ------------- | --- |
| Izrael     | 2021     | 5             | 1   |
| Izrael     | 2023     | 2             | 1   |
| Izrael     | 2024     | 3             | 0   |
| Összesen   | Összesen | 10            | 2   |

#### Góljai a válogatottban
| # | Időpont            | Helyszín                                        | Ellenfél   | Gólok | Eredmény | Kiírás               |
| - | ------------------ | ----------------------------------------------- | ---------- | ----- | -------- | -------------------- |
| 1 | 2021. június 5.    | Podgorica Városi Stadion, Podgorica, Montenegró | Montenegró | 3–1   | 3–1      | Barátságos mérkőzés  |
| 2 | 2023. november 21. | Estadi Nacional, Andorra la Vella, Andorra      | Andorra    | 2–0   | 2–0      | 2024-es EB-selejtező |

## Sikerei, díjai
Bétár Jerusálajim
- Totó-kupa
  - Győztes (1): 2019–20